# غروس بيلينورن
غروس بيلينورن (بالإنجليزية: Gross Bielenhorn)‏ هو أحد جبال سلسلة جبال الألب أوري وجزء من القمة الأم يقع في كانتون أوري، سويسرا. يبلغ ارتفاع الجبل حوالي 3210 متر، بينما يبلغ ارتفاع نتوء الجبل متر.